# Achyrolimonia basispina
Achyrolimonia basispina är en tvåvingeart som först beskrevs av Alexander 1924.  Achyrolimonia basispina ingår i släktet Achyrolimonia och familjen småharkrankar. Inga underarter finns listade i Catalogue of Life.